# Proheptazin

Strukturformel för proheptazin.

Proheptazin (summaformel C17H25NO2) är ett smärtstillande medel som tillhör gruppen opioider. Den uppfanns på 1960-talet.
Proheptazin har liknande effekt som andra opioider, den är lugnande, ångestdämpande men kan även ge yrsel och illamående.
Substansen är narkotikaklassad och ingår i förteckningen N I i 1961 års allmänna narkotikakonvention, samt i förteckning II i Sverige.